# ムスクロン
ムスクロン（ムクロン、フランス語: Mouscron [mukʁɔ̃]）、ムスクルン（オランダ語: Moeskroen [muˈskrun]）は、ベルギーのエノー州にある都市ないし基礎自治体（コミューン）。後者にはムスクロン市とドッティニー (Dottignies) 、リュイーニュ (Luingne) 、エルソー (Herseaux) の各旧コミューンが含まれる。

## 歴史

### 中世

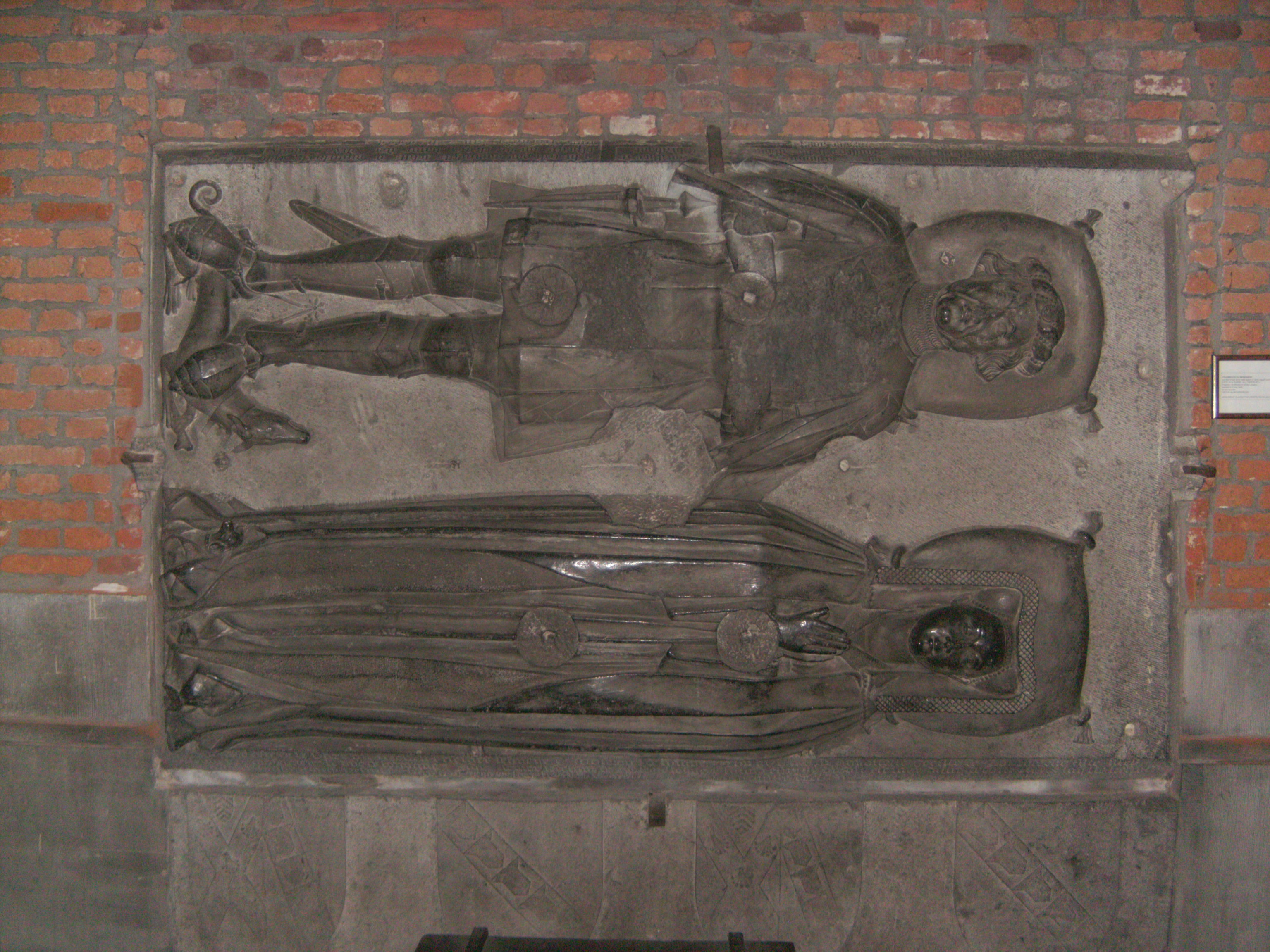
ムスクロン領主のオスト・ド・ラ・バール（1380年ごろ - 1446年）と第二夫人のセシル・ド・ムルケルック（1400年ごろ - 1462年）の墓碑。聖バルテルミー教会にて

数点の出土品から、ローマ時代には村落が成り立っていたことが分かる。いまのムスクロン市の一部であるドッティニー村 (Dottignies) は9世紀に、ムスクロンは1060年に初めて歴史上に登場。フランドル伯ボードゥアン5世は1066年、地元の土地と建物をリールの聖ピエール教会に譲渡した。この地域における十分の一税徴税権は1149年、トゥルネーの聖マルタン修道院とノートルダム大聖堂が握り、1178年には近郊のエルソーとリュイーニュの村々（いまのムスクロン市の一部）のそれも大聖堂の手に渡った。ムスクロンの領有権は14世紀にトゥルネーの有力者のもとに落ち着き、1430年には城が領主の邸宅となった。この城はいまでも見ることができる。1516年5月27日には後の神聖ローマ皇帝カール5世が立ち寄り、晩餐を楽しんだ。

### 近世

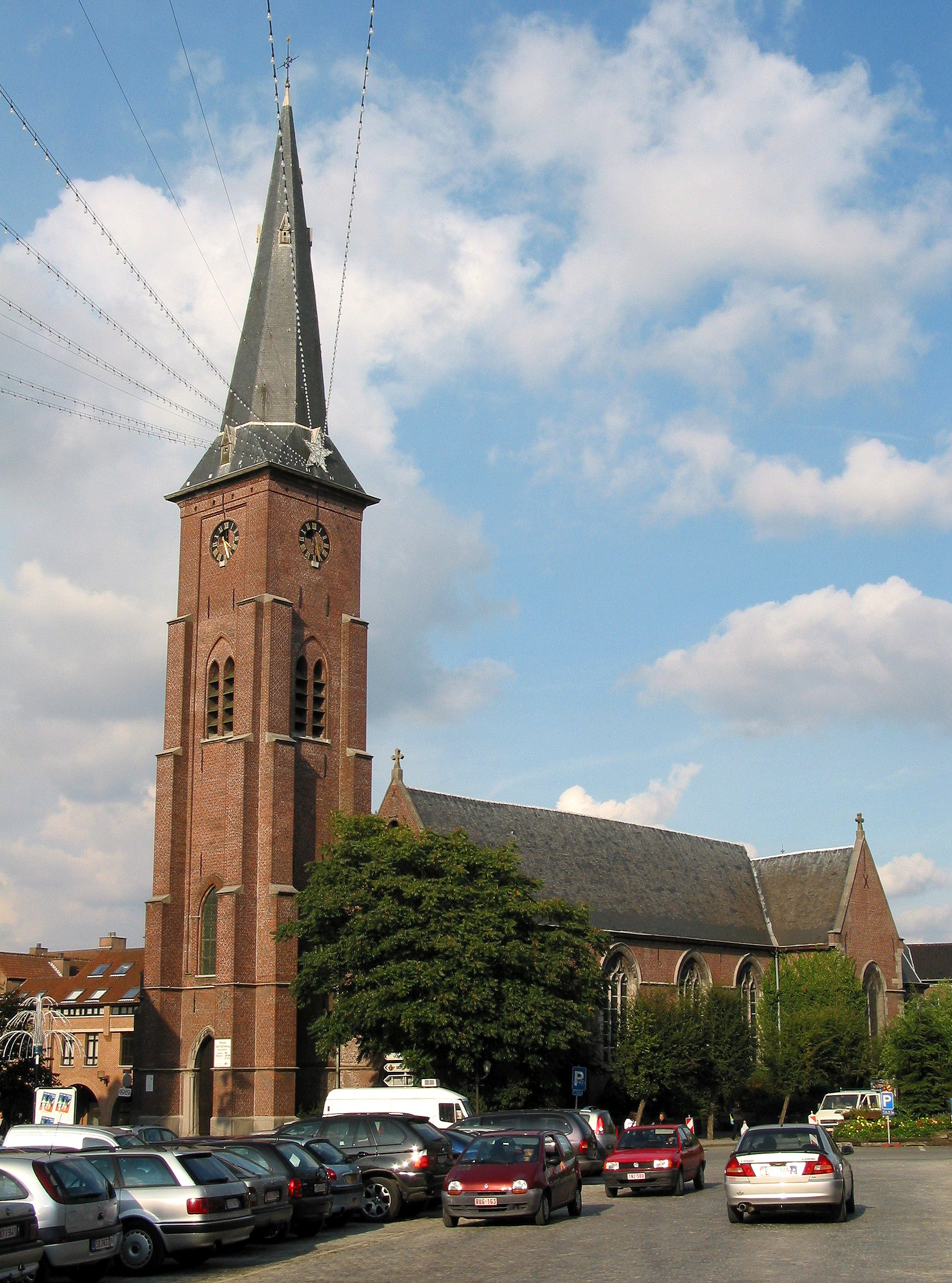
聖バルテルミー教会

ユグノー戦争さなかの1575年、ムスクロンでは城の守りが固められた。それゆえ4年後の1579年にゴイセンに乗っ取られたときも、3ヵ月後に奪還に成功した。1627年にスペイン王フェリペ4世が君主となった。ルイ14世が引き起こしたネーデルラント継承戦争は、この穀倉地帯に壊滅的な打撃を加えた。講和条約のアーヘンの和約では周縁部もろともフランス領とされたが、1678年のナイメーヘン条約で一部地域が、1713年のユトレヒト条約で全域が南ネーデルラントに組み込まれた。1760年代にリールで亜麻と羊毛の合成繊維であるモルトン (Molleton) 生産が禁じられたため、規制を逃れて繊維産業が興った。1794年のフルーリュスの戦いでフランス領に戻った。

### 近現代
繊維産業は19世紀初頭に綿を原料のひとつに加え、さらなる発展を遂げた。1848年3月29日にはベルギー侵略を企てたフランスの共和主義者らに対して、ベルギー軍が介入に踏み出さねばならなかった（リスコン＝トゥー事件）。世紀の変わり目には紡績工場とカーペット工場が立ち並ぶ都市に変貌し、第一次世界大戦後も勢いは衰えるどころかさらに加速した。フランス系住民の要望にこたえて、1963年にウェスト＝フランデレン州からエノー州に移された。1986年に市制施行された。

## 名所
- シャトー・デ・コント - 中世の古城で、もっとも古い部分は15世紀に築かれた。
- ムスクロン市民公園 - 1930年代の造成。池や人工の緑地帯がある。

## 祭事
- 「フェト・ド・ラ・マン」（手の祭り） - 9月の第三週末に開かれる。ドッティニーの教会の尖塔に友愛の象徴として掲げられた銅製の手にちなみ命名された。市中をジル（仮装親父）の行列が練り歩きながら、通行人にオレンジを手渡す。
- クリスマスマーケット - グランプラス（大広場）で毎年開かれる。
- 「ヴァンカトル・ウール・ド・ムスクロン」（ムスクロン24時間） - 毎年9月に行われるチャリティーイベント。健脚自慢が交代で24時間じゅう市内を走り回る。

## スポーツ
- ロイヤル・エクセル・ムスクロン - サッカークラブチーム

## 出身有名人
- レオナール・ピエール・ジョゼフ・デュ・ビュス・ド・ジジニー子爵 - 政治家
- アルフォンス・ジョゼフ・グロリュー - カトリック教会の司教
- イヴォンヌ・ユベール - ピアニスト、教師
- シャルル・シェパン（チャールズ・シェペンズ） - 眼科医。35歳でアメリカに移民
- レーモン・ドゥヴォス - コメディアン
- フィリップ・アダムス - レーシングドライバー
- スティード・マルブランク - サッカー選手。フランス国籍
- エリーズ・クロンベ - ファッションモデル
- ルイ＝フィリップ・ロンク - 探検家
- フランク・ヴァンデンブルック - 自転車競技選手

## 姉妹都市
- リエヴァン（フランス）
- フェカン（フランス）
- ラインフェルデン（ドイツ）
- バリー（イギリス）